# Reichstagswahlkreis Regierungsbezirk Königsberg 3

Die Wahlkreisaufteilung des Deutschen Reichs.

Der Reichstagswahlkreis Provinz Ostpreußen – Regierungsbezirk Königsberg 3 (Wahlkreis 3; Wahlkreis Königsberg-Stadt) war ein Wahlkreis für die Reichstagswahlen im Deutschen Reich und im Norddeutschen Bund von 1867 bis 1918.

## Wahlkreiszuschnitt
Der Wahlkreis umfasste den Stadtkreis Königsberg in Preußen ohne die früheren Landgemeinden Ponarth, Tragheinesdorf, Vorderhufen und die früheren Gutsbezirke Karolinenhof, Mühlenhof, Neue Bleiche, Rosenau, Löbenicht´scher Ziegelhof sowie Teile der Gemeinden Schönfließ, Lawsken, Kalthof und Mittelhufen und Teile der Gutsbezirke Amalienau, Groß-Rathshof, Liep und Speichersdorf.
| Jahr | Einwohner |
| ---- | --------- |
| 1890 | 161.666   |
| 1895 | 172.796   |
| 1900 | 189.483   |
| 1905 | 201.243   |
| 1910 | 212.126   |

|      | Landwirtschaft | Industrie und Gewerbe | Handel und Dienstleistungen |
| ---- | -------------- | --------------------- | --------------------------- |
| 1895 | 1,3            | 37,6                  | 61,1                        |
| 1907 | 2,1            | 42,0                  | 55,8                        |

|      | Evangelisch | Katholisch |
| ---- | ----------- | ---------- |
| 1890 | 92,6        | 4,3        |
| 1905 | 91,7        | 4,7        |
| 1910 | 91,4        | 5,0        |

## Abgeordnete
| Wahl                                 | Abgeordneter                  | Partei                  | Bild |
| ------------------------------------ | ----------------------------- | ----------------------- | ---- |
| Reichstagswahl Februar 1867 bis 1871 | Eduard Vogel von Falckenstein | Konservativ             |      |
| Reichstagswahl 1871 bis 1878         | Julius Dickert                | Fortschrittspartei      | 0    |
| Reichstagswahl 1878 bis 1881         | Otto Stellter                 | Deutsche Reichspartei   | 0    |
| Reichstagswahl 1881 bis 1887         | Julius Otto Ludwig Möller     | Fortschrittspartei      | 0    |
| Reichstagswahl 1887 bis 1890         | Hermann Theodor Hoffmann      | NLP                     | 0    |
| Reichstagswahl 1890 bis 1897         | Carl Schultze                 | SPD                     | 0    |
| Ergänzungswahl 1897 bis 1907         | Hugo Haase                    | SPD                     |      |
| Reichstagswahl 1907 bis 1912         | Robert Gyßling                | Freisinnige Volkspartei | 0    |
| Reichstagswahl 1912 bis 1918         | Hugo Haase                    | SPD                     |      |

## Wahlen

### 1867 (Februar)
Es fand nur ein Wahlgang statt. Die Zahl der gültigen Stimmen betrug 12.634. 340 Stimmen waren ungültig.
| Kandidat                      | Partei      | Stimmen | in % | Anmerkungen |
| ----------------------------- | ----------- | ------- | ---- | ----------- |
| Eduard Vogel von Falckenstein | Konservativ | 6629    | 0    | 0           |

### 1867 (August)
Es fand nur ein Wahlgang statt. Die Zahl der gültigen Stimmen betrug 12.454. 152 Stimmen waren ungültig.
| Kandidat                      | Partei      | Stimmen | in % | Anmerkungen |
| ----------------------------- | ----------- | ------- | ---- | ----------- |
| Eduard Vogel von Falckenstein | Konservativ | 6352    | 0    | 0           |
| von Hoverbeck                 | F           | 6086    | 0    | 0           |
| Sonstige                      | 0           | 16      | 0    | 0           |

### Ersatzwahl 1867 (Dezember)
Die Wahl von August 1867 wurde am 18. September 1867 für ungültig erklärt und es kam zu einer Ersatzwahl am 18. Dezember 1867. Es fand nur ein Wahlgang statt. Die Zahl der gültigen Stimmen betrug 10.521.
| Kandidat                      | Partei      | Stimmen | in % | Anmerkungen |
| ----------------------------- | ----------- | ------- | ---- | ----------- |
| Eduard Vogel von Falckenstein | Konservativ | 5790    | 0    | 0           |
| von Hoverbeck                 | F           | 4724    | 0    | 0           |

### 1871
Es fand ein Wahlgang statt. 21.586 Männer waren wahlberechtigt. Die Zahl der abgegebenen Stimmen betrug 7114, 87 Stimmen waren ungültig. Die Wahlbeteiligung betrug 33,4 %.
| Kandidat             | Partei             | Stimmen | in % | Anmerkungen |
| -------------------- | ------------------ | ------- | ---- | ----------- |
| Edwin von Manteuffel | Konservativ        | 1370    | 0    | 0           |
| von Forckenbeck      | NLP                | 1524    | 0    | 0           |
| Julius Dickert       | Fortschrittspartei | 3904    | 0    | 0           |
| Max Herbig           | SPD (Eis.)         | 303     | 0    | 0           |
| Sonstige             | 0                  | 13      | 0    | 0           |

### 1874
Es fand ein Wahlgang statt. 22.376 Männer waren wahlberechtigt. Die Zahl der abgegebenen Stimmen betrug 6743, 51 Stimmen waren ungültig. Die Wahlbeteiligung betrug 30,4 %.
| Kandidat       | Partei             | Stimmen | in % | Anmerkungen  |
| -------------- | ------------------ | ------- | ---- | ------------ |
| Lasker         | NLP                | 1343    | 0    | Rechtsanwalt |
| Julius Dickert | Fortschrittspartei | 3818    | 0    | 0            |
| Herbig         | SPD (Eis.)         | 1365    | 0    | Kaufmann     |
| Sonstige       | 0                  | 17      | 0    | 0            |

### 1877
Es fanden zwei Wahlgänge statt. 22.462 Männer waren wahlberechtigt. Die Zahl der abgegebenen Stimmen betrug im ersten Wahlgang 9848, 36 Stimmen waren ungültig. Die Wahlbeteiligung betrug 40,4 %.
| Kandidat       | Partei             | Stimmen | in % | Anmerkungen   |
| -------------- | ------------------ | ------- | ---- | ------------- |
| Hoffmann       | NL                 | 3100    | 0    | Stadtkämmerer |
| Julius Dickert | Fortschrittspartei | 4409    | 0    | 0             |
|                | Zentrum            | 254     | 0    | 0             |
| August Bebel   | SPD (Eis.)         | 2066    | 0    | 0             |
| Sonstige       | 0                  | 19      | 0    | 0             |

In der Stichwahl betrug die Zahl der abgegebenen Stimmen 10.554, 89 Stimmen waren ungültig. Die Wahlbeteiligung betrug 43,5 %.
| Kandidat       | Partei             | Stimmen | in % | Anmerkungen |
| -------------- | ------------------ | ------- | ---- | ----------- |
| Hoffmann       | NL                 | 3895    | 0    | 0           |
| Julius Dickert | Fortschrittspartei | 6659    | 0    | 0           |

### 1878
Es fand ein Wahlgang statt. 19.062 Männer waren wahlberechtigt. Die Zahl der abgegebenen Stimmen betrug 6301, 3 Stimmen waren ungültig. Die Wahlbeteiligung betrug 34,2 %.
| Kandidat             | Partei                | Stimmen | in % | Anmerkungen |
| -------------------- | --------------------- | ------- | ---- | ----------- |
| Otto Stellter        | Deutsche Reichspartei | 7772    | 0    | 0           |
| Theodor              | Fortschrittspartei    | 5351    | 0    | 0           |
| Peter Reichensperger | Zentrum               | 228     | 0    | 0           |
| August Bebel         | SPD (Eis.)            | 1108    | 0    | 0           |
| Sonstige             | 0                     | 8       | 0    | 0           |

### 1881
Es fand ein Wahlgang statt. 19.387 Männer waren wahlberechtigt. Die Zahl der abgegebenen Stimmen betrug 11.091, 13 Stimmen waren ungültig. Die Wahlbeteiligung betrug 57,3 %.
| Kandidat                  | Partei             | Stimmen | in % | Anmerkungen |
| ------------------------- | ------------------ | ------- | ---- | ----------- |
| Meitzen                   | DRP                | 2142    | 0    | Justizrat   |
| Julius Otto Ludwig Möller | Fortschrittspartei | 12.851  | 0    | 0           |
| Peter Reichensperger      | Zentrum            | 197     | 0    | 0           |
| August Bebel              | SPD                | 248     | 0    | 0           |
| Sonstige                  | 0                  | 10      | 0    | 0           |

### 1884
Es fanden zwei Wahlgänge statt. Die Zahl der Wahlberechtigten betrug 28.191 und die Zahl der abgegebenen Stimmen im ersten Wahlgang 15.824 von denen 97 ungültig waren. Die Wahlbeteiligung betrug 56,5 %.
| Kandidat                  | Partei             | Stimmen | in % | Anmerkungen |
| ------------------------- | ------------------ | ------- | ---- | ----------- |
|                           | Konservative       | 3799    | 0    | 0           |
| Julius Otto Ludwig Möller | Fortschrittspartei | 7661    | 0    | 0           |
|                           | SPD                | 4351    | 0    | 0           |
| Sonstige                  | 0                  | 13      | 0    | 0           |

Die Zahl der abgegebenen Stimmen in der Stichwahl betrug 15.450 von denen 45 ungültig waren. Die Wahlbeteiligung betrug 55,0 %.
| Kandidat                  | Partei             | Stimmen | in % | Anmerkungen |
| ------------------------- | ------------------ | ------- | ---- | ----------- |
|                           | SPD                | 6426    | 0    | 0           |
| Julius Otto Ludwig Möller | Fortschrittspartei | 9024    | 0    | 0           |

### 1887
Es fanden zwei Wahlgänge statt. Die Zahl der Wahlberechtigten betrug 29.135 und die Zahl der abgegebenen Stimmen im ersten Wahlgang 21.823 von denen 47 ungültig waren. Die Wahlbeteiligung betrug 75,1 %.
| Kandidat                 | Partei             | Stimmen | in % | Anmerkungen                               |
| ------------------------ | ------------------ | ------- | ---- | ----------------------------------------- |
| Hermann Theodor Hoffmann | NL                 | 7408    | 0    | 0                                         |
|                          | Fortschrittspartei | 6427    | 0    | 0                                         |
| August Godau             | SPD                | 7987    | 0    | Schlossermeister August Godau (1853–1887) |
| Sonstige                 | 0                  | 1       | 0    | 0                                         |

Die Zahl der abgegebenen Stimmen in der Stichwahl betrug 22.748 von denen 167 ungültig waren. Die Wahlbeteiligung betrug 78,7 %.
| Kandidat                 | Partei | Stimmen | in % | Anmerkungen |
| ------------------------ | ------ | ------- | ---- | ----------- |
|                          | SPD    | 10.280  | 0    | 0           |
| Hermann Theodor Hoffmann | NLP    | 12.468  | 0    | 0           |

### 1890
Die Kartellparteien hatten sich auf einen Kandidaten der NLP geeinigt. Das Zentrum unterstützte den freisinnigen Kandidaten.
Es fanden zwei Wahlgänge statt. Die Zahl der Wahlberechtigten betrug 31.538 und die Zahl der abgegebenen Stimmen im ersten Wahlgang 25.119 von denen 35 ungültig waren. Die Wahlbeteiligung betrug 79,6 %.
| Kandidat                 | Partei   | Stimmen | in % | Anmerkungen                                    |
| ------------------------ | -------- | ------- | ---- | ---------------------------------------------- |
| Hermann Theodor Hoffmann | NL       | 5680    | 22,7 | 0                                              |
| August Anton Papendick   | Freisinn | 6725    | 26,8 | Gutsbesitzer in Dahlheim, Landtagsabgeordneter |
| Carl Schultze            | SPD      | 12.370  | 49,3 | 0                                              |
| Sonstige                 | 0        | 3       | 0,0  | 0                                              |

In der Stichwahl unterstützten NLP und Konservative Papendieck. Die Zahl der abgegebenen Stimmen in der Stichwahl betrug 25.787 von denen 34 ungültig waren. Die Wahlbeteiligung betrug 81,8 %.
| Kandidat               | Partei   | Stimmen | in % | Anmerkungen |
| ---------------------- | -------- | ------- | ---- | ----------- |
| Carl Schultze          | SPD      | 13.138  | 51,0 | 0           |
| August Anton Papendick | Freisinn | 12.615  | 49,0 | 0           |

### 1893
Die Kartellparteien hatten sich auf einen Kandidaten der NLP geeinigt. Grundlage der Einigung war die Zusage von Krause, die Militärvorlage zu unterstützen.
Es fanden zwei Wahlgänge statt. Die Zahl der Wahlberechtigten betrug 31.158 und die Zahl der abgegebenen Stimmen im ersten Wahlgang 24.277 von denen 38 ungültig waren. Die Wahlbeteiligung betrug 77,9 %.
| Kandidat               | Partei                  | Stimmen | in % | Anmerkungen            |
| ---------------------- | ----------------------- | ------- | ---- | ---------------------- |
| Krause                 | NL                      | 5952    | 24,6 | Rechtsanwalt in Berlin |
| August Anton Papendick | Freisinnige Volkspartei | 7296    | 30,1 | 0                      |
| Carl Schultze          | SPD                     | 10.968  | 44,2 | 0                      |
| Sonstige               | 0                       | 23      | 0,1  | 0                      |

Die Zahl der abgegebenen Stimmen in der Stichwahl betrug 23.779 von denen 193 ungültig waren. Die Wahlbeteiligung betrug 76,3 %.
| Kandidat               | Partei   | Stimmen | in % | Anmerkungen |
| ---------------------- | -------- | ------- | ---- | ----------- |
| Carl Schultze          | SPD      | 13.136  | 55,7 | 0           |
| August Anton Papendick | Freisinn | 10.450  | 44,3 | 0           |

### Ergänzungswahl 1897
Nach dem Tod von Schultze wurde eine Ergänzungswahl notwendig. Die Konservativen verzichteten auf einen eigenen Kandidaten und unterstützen den Kandidaten der Deutschen Reformpartei. Bei der Ergänzungswahl 1897 fand nur ein Wahlgang statt. Die Zahl der Wahlberechtigten betrug 35.259 und die Zahl der abgegebenen Stimmen im ersten Wahlgang 23.175 von denen 37 ungültig waren. Die Wahlbeteiligung betrug 65,7 %.
| Kandidat               | Partei | Stimmen | in % | Anmerkungen                 |
| ---------------------- | ------ | ------- | ---- | --------------------------- |
| Krause                 | NLP    | 4050    | 17,5 | 0                           |
| August Anton Papendick | FVP    | 5008    | 21,6 | 0                           |
| Störmer                | DR     | 2161    | 9,3  | Glasermeister in Königsberg |
| Hugo Haase             | SPD    | 11.914  | 51,5 | 0                           |
| Sonstige               | 0      | 5       | 0    | 0                           |

### 1898
Auf Provinzebene hatte die Freisinnige Volkspartei und die Freisinnige Vereinigung ein Wahlkreisabkommen getroffen. Die FVP benannte Direktor Krieger im Wahlkreis als Kandidaten, erhielt aber keine Unterstützung der FVg. Diese stellte stattdessen als eigenen Kandidaten den Geheimen Kommerzienrat Frentzel auf, der auch von NLP und Konservativen unterstützt wurde. Die FVP beharrte auf ihrem Nominierungsrecht per Wahlkreisabkommen, die FVg hielt Frentzel für den erfolgversprechenderen Kandidaten und hielt an ihm fest. Da es keine Einigung gab, kandidierten beide.
Es fand nur ein Wahlgang statt. Die Zahl der Wahlberechtigten betrug 36.730 und die Zahl der abgegebenen Stimmen im ersten Wahlgang 25.969 von denen 41 ungültig waren. Die Wahlbeteiligung betrug 70,7 %.
| Kandidat       | Partei  | Stimmen | in % | Anmerkungen                                               |
| -------------- | ------- | ------- | ---- | --------------------------------------------------------- |
| Krieger        | FVP     | 5814    | 22,4 | Direktor des städtischen Elektrizitätswerks in Königsberg |
| Adolf Frentzel | FVg     | 5828    | 22,5 | 0                                                         |
| L. Schumann    | DSR     | 421     | 1,6  | Schuhmacher-Obermeister aus Berlin                        |
| Hugo Haase     | SPD     | 13.522  | 52,1 | 0                                                         |
| Philipp Hille  | Zentrum | 326     | 1,3  | 0                                                         |
| Sonstige       | 0       | 17      | 0,1  | 0                                                         |

### 1903
Im Gegensatz zur letzten Wahl gelang es den beiden freisinnigen Parteien, sich auf einen gemeinsamen Kandidaten von der FVP zu einigen. Dieser erhielt auch die Unterstützung der NLP. Die Konservativen stellten ein Mitglied der Reichspartei als Kandidaten auf.
Es fanden zwei Wahlgänge statt. Die Zahl der Wahlberechtigten betrug 39.522 und die Zahl der abgegebenen Stimmen im ersten Wahlgang 28.508 von denen 111 ungültig waren. Die Wahlbeteiligung betrug 72,1 %.
| Kandidat               | Partei       | Stimmen | in % | Anmerkungen             |
| ---------------------- | ------------ | ------- | ---- | ----------------------- |
| Robert Gyßling         | FVP          | 10.537  | 37,1 | 0                       |
| Dr. Karge              | Konservative | 3213    | 11,3 | Archivrat in Königsberg |
| Hugo Haase             | SPD          | 14.042  | 49,4 | 0                       |
| Hermann Paul Fleischer | Zentrum      | 591     | 2,1  | 0                       |
| Sonstige               | 0            | 14      | 0,1  | 0                       |

In der Stichwahl unterstützen die Konservativen den linksliberalen Kandidaten. Die Zahl der abgegebenen Stimmen in der Stichwahl betrug 32.255 von denen 89 ungültig waren. Die Wahlbeteiligung betrug 81,6 %.
| Kandidat       | Partei | Stimmen | in % | Anmerkungen |
| -------------- | ------ | ------- | ---- | ----------- |
| Robert Gyßling | FVP    | 15.597  | 48,5 | 0           |
| Hugo Haase     | SPD    | 16.569  | 51,5 | 0           |

### 1907
Der Kandidat des Bülow-Blocks war der gemeinsame Kandidat der NLP, FVP, FVg und der Konservativen. Auch das Zentrum unterstützte ihn. Es fand nur ein Wahlgang statt. Die Zahl der Wahlberechtigten betrug 42.929 und die Zahl der abgegebenen Stimmen im ersten Wahlgang 37.122, von denen 133 ungültig waren. Die Wahlbeteiligung betrug 86,5 %.
| Kandidat       | Partei | Stimmen | in % | Anmerkungen |
| -------------- | ------ | ------- | ---- | ----------- |
| Robert Gyßling | FVP    | 19.663  | 53,2 | 0           |
| Hugo Haase     | SPD    | 17.321  | 46,8 | 0           |
| Sonstige       | 0      | 5       | 0,0  | 0           |

### 1912
Gemäß dem Wahlkreisabkommen auf Provinzebene unterstützte die NLP den gemeinsamen freisinnigen Kandidaten. Es fand nur ein Wahlgang statt. Die Zahl der Wahlberechtigten betrug 47.369 und die Zahl der abgegebenen Stimmen im ersten Wahlgang 38.266 von denen 167 ungültig waren. Die Wahlbeteiligung betrug 80,8 %.
| Kandidat               | Partei       | Stimmen | in % | Anmerkungen |
| ---------------------- | ------------ | ------- | ---- | ----------- |
| Franz Behrens          | CS           | 154     | 0,4  | 0           |
| Robert Gyßling         | FoVP         | 16.283  | 42,8 | 0           |
| Karge                  | Konservative | 1336    | 3,5  | 0           |
| Hugo Haase             | SPD          | 19.701  | 51,7 | 0           |
| Hermann Paul Fleischer | Zentrum      | 619     | 1,6  | 0           |
| Sonstige               | 0            | 6       | 0,0  | 0           |